# Teatro d’ira: Vol. I
Teatro d'ira: Vol. I – drugi album studyjny włoskiego zespołu muzycznego Måneskin, wydany 19 marca 2021 nakładem wytwórni Sony Music oraz RCA Records. Pierwszym singlem promującym krążek został utwór „Vent'anni”.
Od końca 2019 roku do wiosny 2020 roku członkowie zespołu mieszkali w Londynie, gdzie doskonalili swoje umiejętności muzyczne, styl oraz pracowali nad materiałem na nową płytę. Jest to pierwsza część większego projektu nagraniowego, w całości napisanego przez zespół. W przeciwieństwie do poprzedniego albumu Il ballo della vita z 2018 roku, krążek został nagrany w całości na żywo, aby odtworzyć tę samą atmosferę, którą zespół czuł podczas koncertów w poprzednich latach, a którą można usłyszeć w nagraniach bootlegowych z lat 70.
Tydzień po wydaniu, płyta znalazła się na szczycie listy najpopularniejszych albumów we Włoszech i uzyskała status platyny za sprzedaż ponad 70 000 egzemplarzy. Po zwycięstwie w Konkursie Piosenki Eurowizji 2021, krążek, a zwłaszcza singiel "Zitti e buoni" zaczęły pojawiać się w notowaniach tygodniowych list przebojów w całej Europie.
W Polsce nagrania uzyskały status trzykrotnie platynowej płyty.
Album zaliczany do gatunków: rock alternatywny, hard rock, glam rock, rap rock.

## Lista utworów
Autorami wszystkich utworów są Damiano David, Ethan Torchio, Thomas Raggi oraz Victoria De Angelis.
| Edycja standardowa | Edycja standardowa      | Edycja standardowa |
| Nr                 | Tytuł utworu            | Długość            |
| ------------------ | ----------------------- | ------------------ |
| 1.                 | „Zitti e buoni”         | 3:14               |
| 2.                 | „Coraline”              | 5:00               |
| 3.                 | „Lividi sui gomiti”     | 2:45               |
| 4.                 | „I Wanna Be Your Slave” | 2:53               |
| 5.                 | „In nome del padre”     | 3:39               |
| 6.                 | „For Your Love”         | 3:50               |
| 7.                 | „La paura del buio”     | 3:29               |
| 8.                 | „Vent'anni”             | 4:13               |
|                    |                         | 29:03              |

## Notowania
| Lista przebojów (2021)              | Najwyższa pozycja |
| ----------------------------------- | ----------------- |
| Austria (Ö3 Austria Top 40)         | 5                 |
| Belgia (Ultratop Flandria)          | 4                 |
| Belgia (Ultratop Walonia)           | 20                |
| Czechy (ČNS IFPI)                   | 4                 |
| Dania (Album Top-40)                | 4                 |
| Finlandia (Suomen virallinen lista) | 1                 |
| Francja (SNEP)                      | 35                |
| Hiszpania (PROMUSICAE)              | 12                |
| Holandia (MegaCharts)               | 2                 |
| Irlandia (IRMA)                     | 29                |
| Islandia (Plötutíðindi)             | 2                 |
| Litwa (Albumų Top 100)              | 1                 |
| Niemcy (Media Control Charts)       | 18                |
| Norwegia (VG-Lista)                 | 2                 |
| Polska (OLiS)                       | 4                 |
| Słowacja (ČNS IFPI)                 | 4                 |
| Szwajcaria (Alben Top 100)          | 5                 |
| Szwecja (Sverigetopplistan)         | 1                 |
| Wielka Brytania (OCC)               | 49                |
| Włochy (FIMI)                       | 1                 |